# Палеохори (дем Аристотел)
Вижте пояснителната страница за други значения на Палеохори.
Палеохори (на гръцки: Παλαιοχώρι, катаревуса Παλαιοχώριον, Палеохорион) е село в Република Гърция, част от дем Аристотел, област Централна Македония, с 1507 жители (2001).

## География
Селото е разположено на 550 m надморска височина, в източната част на Халкидическия полуостров, в планината Холомонда, между Арнеа (Леригово) и Неохори (Ново село). В Палеохори идва пътят от юг от Мегали Панагия (Ревеник). На площада в центъра на селото има старо дърво.

## История

### Античност и Средновековие
Вероятно античното селище на мястото на Палеохори е един от 32-та града на Халкидския съюз около Олинт, унищожени от Филим II Македонски в 348 година пр. Хр. Югозападно от Палеохори са останките от средновековната крепост Непоси.

### В Османската империя
В края на XIX век Палеохори е едно от Мадемските села в Касандренска кааза на Османската империя. Александър Синве („Les Grecs de l’Empire Ottoman. Etude Statistique et Ethnographique“), който се основава на гръцки данни, в 1878 година пише, че в Палеохори (Paleo-khori), Йерисовска епархия, живеят 480 гърци. Църквата „Свети Архангели“ е от 1899 година. Към 1900 година според статистиката на Васил Кънчов („Македония. Етнография и статистика“) в Палюхоръ живеят 560 жители гърци християни.
По данни на секретаря на Българската екзархия Димитър Мишев („La Macédoine et sa Population Chrétienne“) в 1905 година в Палюхор (Paliouhor) има 300 гърци.

### В Гърция
В 1912 година, по време на Балканската война, в Палеохори влизат гръцки части и след Междусъюзническата война в 1913 година остава в Гърция.
| Име                     | Име            | Ново име   | Ново име    | Описание                                                                                 |
| ----------------------- | -------------- | ---------- | ----------- | ---------------------------------------------------------------------------------------- |
| Бигла                   | Βίγλα          | Скопос     | Σκοπός      | връх в Пиявица на С от Палеохори (744,6 m)                                               |
| Цаирия                  | Τσαΐρια        | Ливадия    | Λιβάδια     | местност на С от Палеохори                                                               |
| Бранистра               | Μπρανίστρα     | Скопия     | Σκοπιά      | възвишение в Холомонда на ЮЗ от Палеохори                                                |
| Буковина                | Μπουκοβίνα     | Кладия     | Κλαδιά      | местност в Холомонда на ЮЗ от Палеохори и на Ю от Арнеа (Леригово)                       |
| Караджа Лакос           | Καρατζά Λάκκος | Мавролакос | Μαυρόλακκος | река в Холомонда, на ЮЗ от Палеохори и на Ю от Арнеа (Леригово), десен приток на Хаврияс |
| Небуш                   | Νεμπούς        | Номес      | Νομές       | местност в Холомонда на ЮЗ от Палеохори и на ЮИ от Арнеа (Леригово)                      |
| Джумара                 | Τζουμάρα       | Архондас   | Άρχοντας    | възвишение на З от Палеохори и на И от Арнеа (Леригово)                                  |
| Аврам Тумба             | Αβραάμ Τούμπα  | Самари     | Σαμάρι      |                                                                                          |
| Бамбакиес или Замбаково | Ζαμπάκοβο      | Кладеро    | Κλαδερό     | местност в Холомонда на ЮЗ от Палеохори                                                  |